# 都仓俊一
都仓俊一（日语：／ Tokura Shun'ichi，1948年6月21日—）是日本的作曲家、创作歌手。出身于东京都。

## 生平
4岁左右时开始学习小提琴。由于父亲的外交官身份，7岁时前往德国学习音乐基础，12岁时回到日本。在学习院中学时与鸠山邦夫等人是同学。初中毕业后再度前往德国并参加乐队，18岁时回国并进入学习院大学法学部。
1968年，参加民谣团体The Panic Man（日语：ザ・パニック・メン），担任主唱歌手，以《回忆的小路》（日语：思い出の小径）出道。大学二年级时开始作曲，因给中山千夏提供的《在你的心中》（日语：あなたの心に）而成名。
1974年与大信田礼子结婚，1978年离婚。
1970年代前期为山口百惠、Finger 5提供乐曲，同时在70年代与作词家阿久悠一同为粉红淑女提供了多首热门曲目，并在选秀节目《明星诞生！》中担任评委。
1983年后活动重心转移至洛杉矶，以Shunichi Tokura名义进行作曲和音乐制作。拥有私人飞行执照。
从2017年12月31日播出的NHK红白歌合战开始，接替同年7月21日逝世的平尾昌晃指挥《萤之光》。
2018年，被评为文化功劳者。
2021年4月1日，都倉俊一上任文化廳長官一職。